# Ian Hansen
Ian Hansen (Caleta de la Colina, isla Gran Malvina, 29 de diciembre de 1958-17 de febrero de 2025) fue un agricultor y político de las Islas Malvinas. Miembro de la Asamblea Legislativa para el distrito de Camp (2011-2023).

## Biografía
Fue miembro de la Asamblea Legislativa para el distrito de Camp desde que ganó una elección parcial en 2011, que llenó el puesto vacante dejado por Bill Luxton, hasta su renuncia en 2023.Ya había sido miembro de dicha asamblea desde 2003 hasta 2009. Fue elegido inicialmente como un miembro del Consejo Legislativo, que era la anterior denominación de la Asamblea Legislativa, hasta la aplicación de la Constitución de 2009.
Desde 1974-1980, Hansen trabajó como agricultor en Caleta de la Colina antes de pasar a trabajar en la isla Borbón como ganadero. Fue miembro fundador de la Asociación de Agricultores de las Islas Malvinas y fue presidente de la Asociación Empresarial Rural desde 2000 hasta 2003.
En 2003, Hansen se unió al Consejo Legislativo como miembro representando el Camp después de ganar una elección para ocupar el puesto dejado vacante por Philip Miller. Él perdió su asiento en la elección general de 2009. Hansen regresó a la asambela en 2011 después de ser el único candidato en una elección parcial para llenar el puesto dejado vacante por Bill Luxton. Ganó la reelección en 2013, en 2017 y en 2021.
Hansen renunció a la Asamblea Legislativa el 19 de julio de 2023 debido a problemas de salud. Su escaño fue ocupado por Jack Ford tras una elección parcial el 21 de septiembre de 2023.